# Sera sul viale Karl Johan
Sera sul viale Karl Johan (Aften på Karl Johan) è un dipinto a olio su tela del pittore norvegese Edvard Munch, realizzato nel 1892 e conservato al museo d'arte di Bergen.

## Storia del dipinto
I primi accenni al tema dell'alienazione, magistralmente espressi in Sera sul viale Karl Johan, li troviamo già nel 1889. Nel diario personale di Munch, infatti, leggiamo:
Munch sperimentò quest'angosciante esperienza anche a Parigi, tanto che annotò:
Memore della crudele estraneità dei riti borghesi, Munch stese la Sera sul viale Karl Johan nel 1892. L'opera suscitò scalpore: la rivista Morgenbladet fu categorica nel definirla «un quadro assolutamente folle», e anche il pubblico stroncò atrocemente il pittore, ritenendolo un folle. In ogni caso, la Sera sul viale Karl Johan venne originariamente esposta nel 1902 a fianco delle altre opere del Fregio della vita, un progetto unitario volto a simboleggiare il destino dell'uomo: dopo esser stato acquistato nel 1909 dal collezionista norvegese Rasmus Meyer, nel 1924 il dipinto è entrato a far parte delle collezioni del museo d'arte di Bergen, dov'è tuttora esposto.

## Descrizione

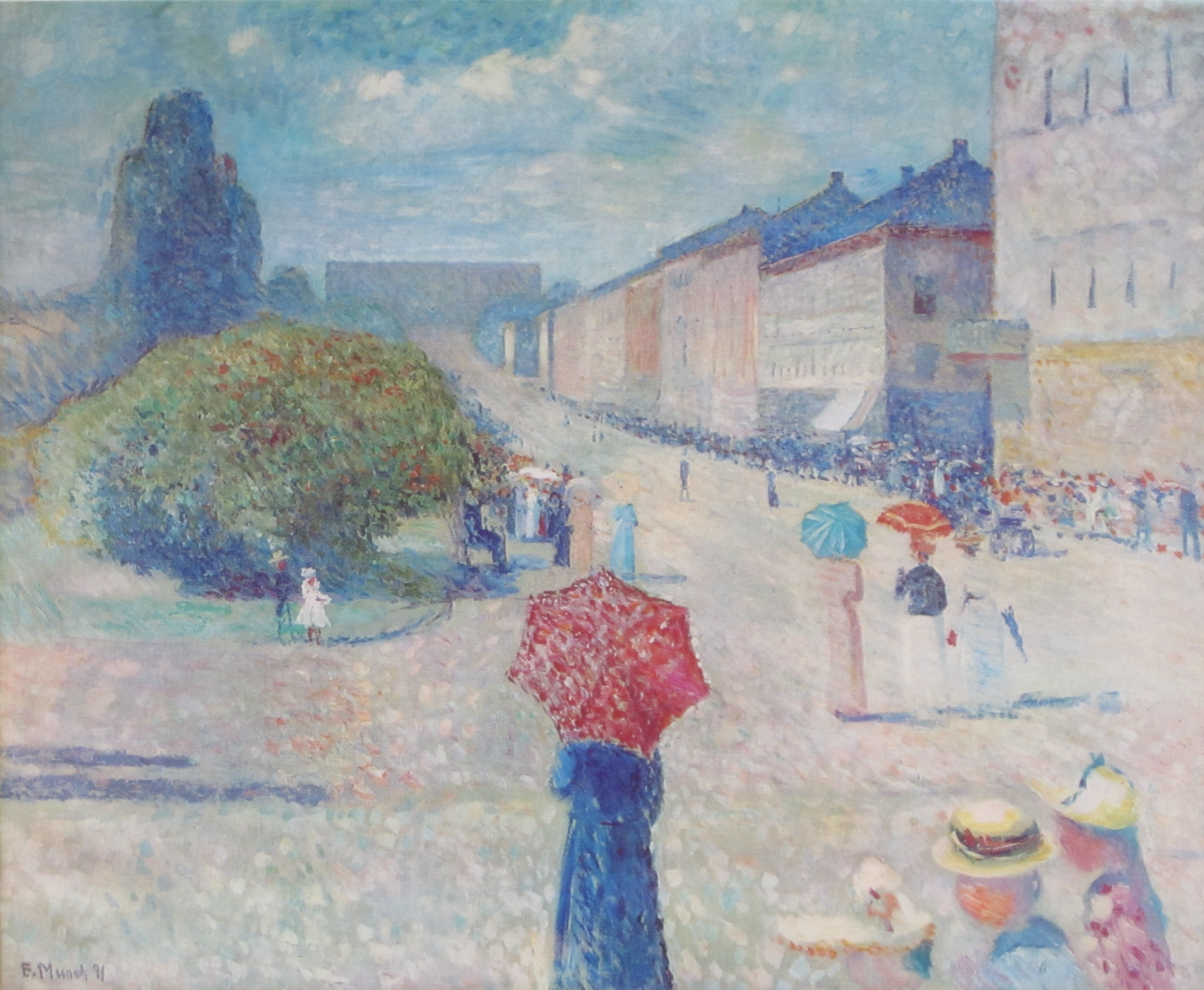
Munch già si era confrontato con il tema della passeggiata, ma in Sera sul viale Karl Johan lo interpreta in modalità del tutto nuove ed estranee al gusto impressionista. Nell'immagine, Primavera sul viale Karl Johan

Il dipinto raffigura la passeggiata serale dei cittadini di Christiania (il nome muterà in Oslo nel 1925) nel viale Karl Johan, centro pulsante della vita cittadina. Munch aveva già affrontato in altre opere il tema della passeggiata; se quest'ultime, tuttavia, presentano dei debiti alla lezione impressionista di Pissarro e Monet, e sono immerse in un'atmosfera allegra e piacevole, la Sera sul viale Karl Johan  costituisce per Munch un'occasione per tradurre in pittura il proprio pensiero sulla borghesia e alle sue vuote ritualità. Le persone che affollano viale Karl Johan, infatti, sono borghesi, e sono raffigurati nel loro aspetto più terribile: i loro occhi sono spalancati, l'espressione del viso è fissa, il colore dell'incarnato è giallastro. Più che a uomini, infatti, i componenti di questo corteo funebre fanno pensare a zombie, ovvero a creature spiritualmente vuote che sembrano procedere avanti ineluttabilmente, come automi telecomandati, dando vita a una sensazione di soffocamento; Munch, in particolare,  enfatizza questo senso di oppressione tagliando tutte le figure all'altezza del petto, in modo che avanzando sembrano travolgere lo spettatore insieme a loro. Di umano, a questi personaggi, è rimasto solamente l'abbigliamento, che si compone di eleganti cilindri neri per gli uomini e gli eccentrici cappellini à la page per le signore.
Anticipando il tema dei morti viventi, e mostrandosi sensibile ai pièce di Ibsen e Strindberg, Munch tramuta il piacevole rito del passeggio in un'accusa all'alienazione e allo spaesamento dell'umanità nella società moderna. Munch rivolge questa feroce critica non solo ai singoli personaggi (ormai ridotti a un'unica, compatta falange), bensì anche alle istituzioni: sullo sfondo si erge con fare intimidatorio il municipio, illuminato da una luce inizialmente gialla, che tramuta le finestre in occhi luminescenti che sembrano controllare che tutto vada secondo gli schemi previsti dalle convenzioni borghesi. A destra del municipio si eleva minacciosamente un'escrescenza nerastra (secondo alcuni un cipresso), mentre a sinistra è presente una schiera di abitazioni, del tutto simile a quelle «case mostruose / dalle cento e cento occhiaie» cantate da Gabriele D'Annunzio.
Alla vacuità dei borghesi - che sembrano partecipare a un funerale, più che passeggiare - si contrappone la figura che si incammina sulla destra in direzione opposta. Non possiamo dire quale sia il volto di quest'esile ombra, ma nonostante questo sappiamo con certezza che è più umano delle figure cadaveriche e svuotate che passeggiano sul marciapiede. Quest'uomo rema controcorrente e non si cura della massa, dalla quale non viene compreso; probabilmente è lo stesso Munch che si ritrae nell'atto di allontanarsi dai borghesi, continuando tuttavia a rimanere nel campo visivo dell'opera, come se fosse suo malgrado imprigionato in quel mondo che tanto lo spaventa.